# Achatinella lila
Achatinella lila là một loài ốc sống trên cạn trong họ Achatinellidae. Nó là loài đặc hữu của Hawaii, Hoa Kỳ.